# طوفان زد
طوفان زد (به انگلیسی: Z Storm) یا پرونده زد یک فیلم سینمایی دلهره‌آور و  جنایی محصول سال ۲۰۱۴ سینمای هنگ کنگ به کارگردانی دیوید لام با بازی لوئیس کو، گوردون لام و دادا چان است.
قسمت دوم فیلم با عنوان طوفان اس، در ۱۴ سپتامبر ۲۰۱۶ در چین اکران شد.

## خلاصه داستان
داستان این فیلم دربارهٔ بزرگترین تقلب مالی می‌باشد که دولت هنگ کنگ و تمام مردم در این ماجرا درگیر هستند و…